# Farkas Sándor (könyvtáros)
Farkas Sándor, gyulafehérvári (Nagylak, 1887. augusztus 26. – Nagyenyed, 1964. május 20.) magyar könyvtáros.

## Életútja
Mostoha körülmények közt, árván nőtt fel, mindössze öt gimnáziumi osztályt végzett Nagyenyeden, de magánszorgalomból keleti nyelveket tanult, matematikai és numizmatikai tanulmányokat folytatott. Anyai ágon Kőrösi Csoma Sándor rokonának tartotta magát, legfőbb vágya az volt, hogy a nagy utazó nyomába lépjen. Több utazást tett Keleten, hazatérve kistisztviselő, majd a Bethlen Gábor Kollégium könyvtárosa (1936–57). Saját költségén adta ki Nagyenyeden útinaplóit (Iraki királyság, 1931; A beduinok, 1931) és numizmatikai dolgozatait (Antik érmészet, 1932; Az erdélyi érmék művészete, 1936; Rokon vonások a párthus és erdélyi érmek művészetében, 1936; Die Münzen Mihai Viteazul’s, 1940). Egyéb munkái közül néhány versét Bölcsészeti költemények (1934), prózai írását Filozófiai értekezések (1938) címmel adta ki, ugyancsak Nagyenyeden.